# Zoo Antwerpen
Koordinaten: 51° 13′ 4,5″ N, 4° 25′ 15,5″ O
Der Zoo Antwerpen befindet sich am Koningin Astridplein im Zentrum von Antwerpen, Belgien, in der Nähe des Bahnhofes. Er beherbergt über 5000 Tiere und ist der älteste Tierpark des Landes. Gegründet wurde er am 21. Juli 1843. Er hat jährlich etwa 1,3 Millionen Besucher.

## Geschichte des Zoos

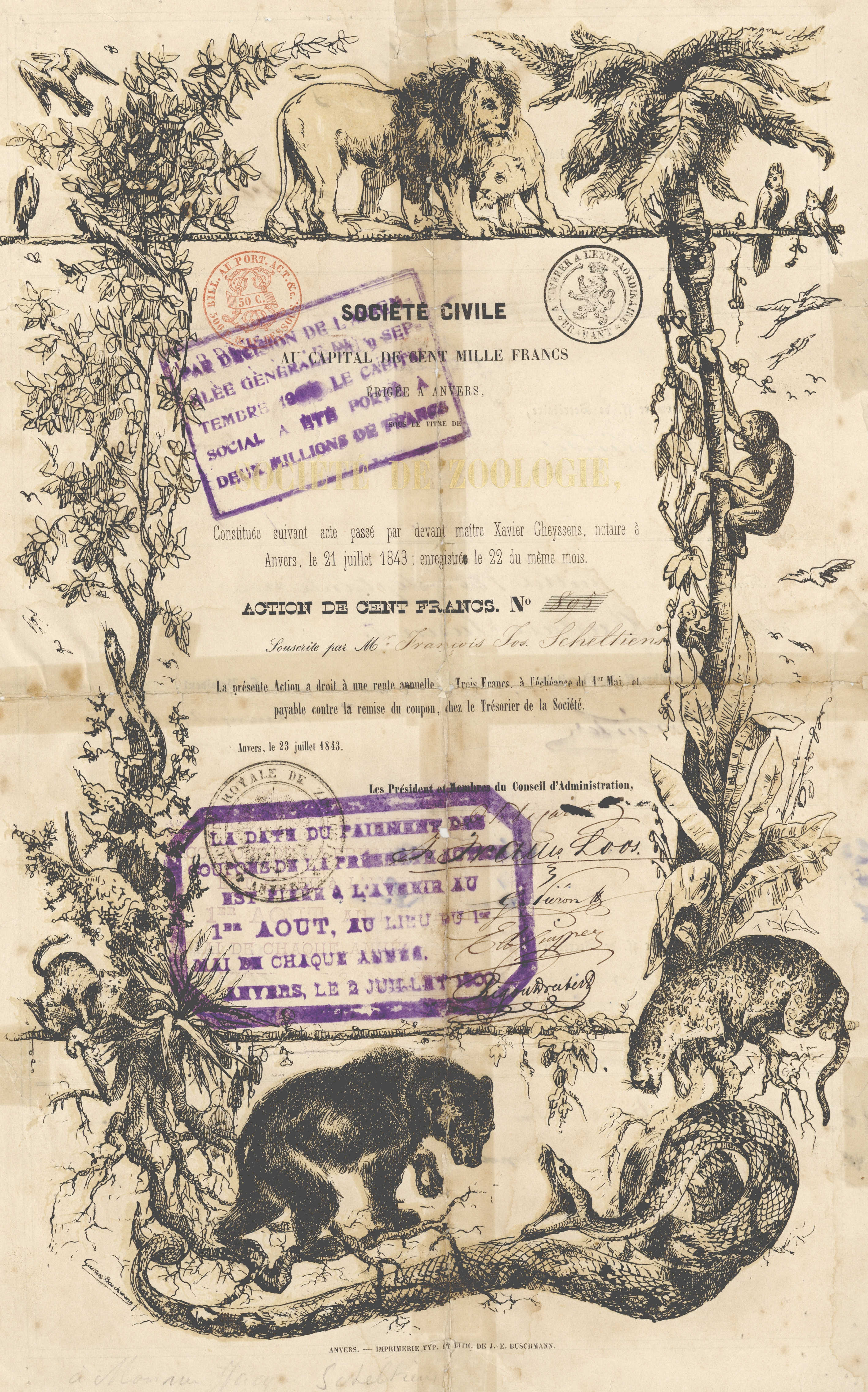
Gründeraktie des Zoos Antwerpen vom 23. Juli 1843

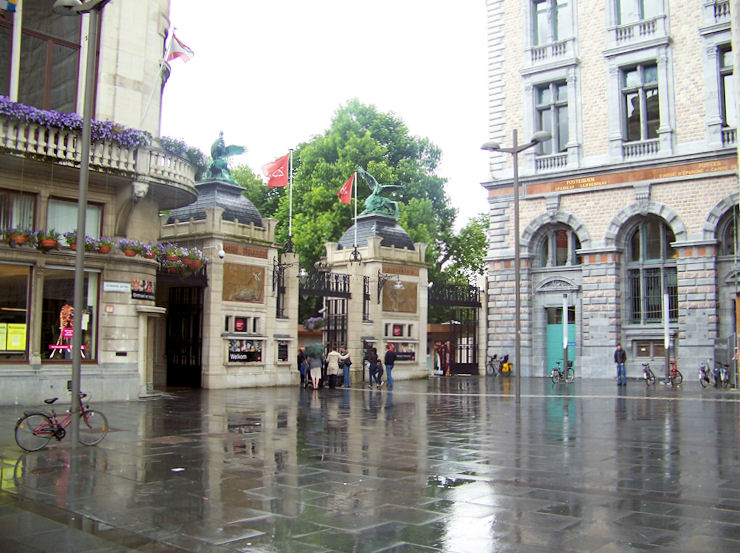
Eingang

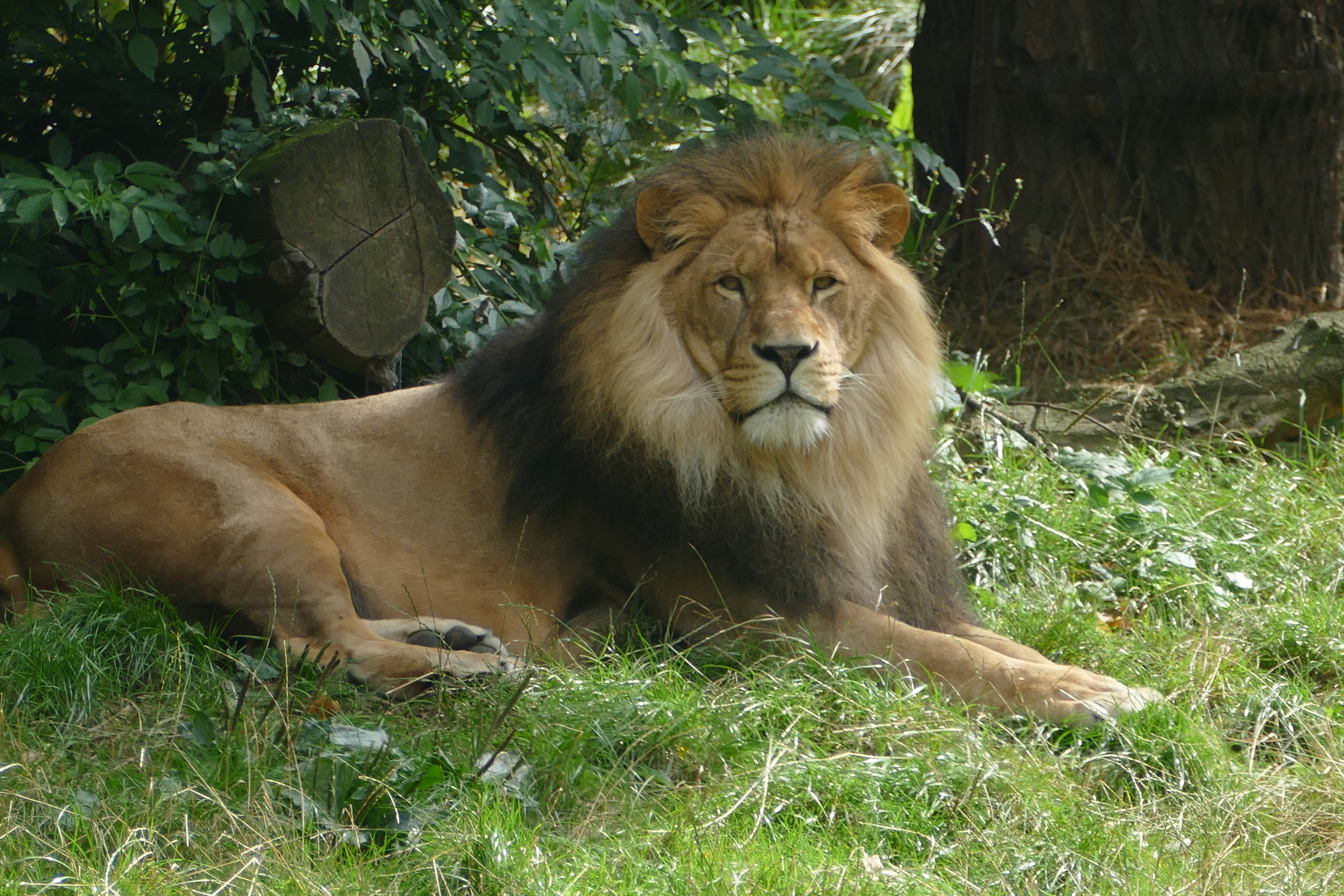
Afrikanischer Löwe im Antwerpener Zoo

Seit seiner Eröffnung wird der Park von der Koninklijke Maatschappij voor Dierkunde van Antwerpen (Königliche Gesellschaft für Zoologie Antwerpen) betrieben. Das ursprüngliche Ziel war, die zoologischen und botanischen Wissenschaften zu studieren und dafür in der Bevölkerung Interesse zu wecken. Für das Amt des ersten Direktors wurde der renommierte Zoologe und Botaniker Jacques Kets (10. November 1785 – 1. Februar 1865) vorgeschlagen. Dieser nahm diese Position nur unter der Bedingung an, dass ein Museum errichtet werde, um seine naturhistorischen Sammlungen unterzubringen. Dieses Gebäude wurde dann auch 1844 von König Leopold I. von Belgien eröffnet. Das königliche Prädikat wurde dem Namen der Gesellschaft bei dieser Gelegenheit hinzugefügt.
Während der Jahre hat der Zoo versucht, Tier- und Naturschutz durch diverse Aktivitäten und Ausstellungen auf einem entspannenden pädagogischen, wissenschaftlichen und kulturellen Niveau anzuregen.
Während der ersten Zeit seines Bestehens wurde die Fläche des Geländes von weniger als 2 auf mehr als 10 Hektar erweitert. Bemerkenswerte Gebäude aus dieser Zeit sind das einem ägyptischen Tempel nachempfundene Elefantenhaus (1856) und das Antilopenhaus (1861) im orientalischen Stil, wo nun die Okapis gehalten werden.
Der Zoo hat auch eine kulturelle Funktion. Ursprünglich wurden Konzerte im Garten aufgeführt. Das Museumsgebäude wurde später abgerissen, um einen Konzertsaal zu errichten. Das Museum zog in dessen zweiten Stock um.
Nach dem Zweiten Weltkrieg wurde der Tierpark zu einem fortschrittlichen Zoo umgebaut, der sich an die neuen und modernen wissenschaftlichen, pädagogischen, kulturellen und ästhetischen Standards anpasste. Die Tierarten erhielten genügend Platz und Licht. Gebäude aus dieser Zeit sind unter anderem das Affenhaus (1958) und der Jubiläumskomplex, der am 125. Jahrestag zusammen mit dem Nocturama 1968 für nachtaktive Tiere eingeweiht wurde. Der Jubiläumskomplex beherbergt Greifvögel und Seelöwen. 1973 wurde ein modernes Gebäude für Reptilien und 1978 eines für kleinere Affenarten errichtet. Das ältere Affenhaus wurde 1989 erneuert. 1969 wurde das Planetarium eröffnet.
Am 1. Januar 1983 wurde der Tiergarten unter Denkmalschutz gestellt. 1997 eröffnete das Vriesland (Eisland). Hier leben Königspinguine und Goldschopfpinguine. Im Frühling 1999 wurde das Elefantenhaus erweitert. 2003 erhielten eine große Anzahl Tiere, unter anderem Flusspferde und Tapire sowie ein Teil der Sumpfvögel, ein neues Haus im Hippotopia-Bereich.

## Tiere
Zusammen mit seiner Außenstation und „Schwesterpark“ Planckendael hält die Zoologische Gesellschaft Antwerpen über 5000 Tiere aus ungefähr 950 Arten, z. B.:
- Krokodile im alten Reptilienhaus, gebaut 1904 und 1974 renoviert;
- Okapis, Antwerpen war der erste Zoo, der diese Tiere hielt;
- Menschenaffen, darunter die einzige Haltung des Östlichen Flachlandgorillas in Europa
- Pinguine: Königspinguine, Felsenpinguine und Goldschopfpinguine;
- Seelöwen geben jeden Tag eine Vorführung;
- Büffelvoliere mit Kapbüffeln, Sperbergeiern, Hammerköpfen, Abdimstörchen, Kräuselhaubenperlhühnern, Nimmersatten, Hagedaschen, verschiedenen Taubenarten, Gabelracken, Glanzstaren, Pfeifgänsen;
- Vogelhaus mit unter anderem Sumbawadrossel, verschiedenen Prachtfinken und Wachteln, Soldatenaras, Bienenfressern, Roten Kardinal
- Ägyptischer Tempel mit Asiatischen Elefanten, Gemeinschaftsanlage von Zebras und Giraffen, Straußen, Warzenschweinen, Breitmaulnashörnern[1]

## Zuchtprogramme
Die Zuchtprogramme des Antwerpener Zoos spielen eine große Rolle bei der Erhaltung bedrohter Tierarten wie Przewalski-Pferd und Fischotter. Für Kongopfau, Goldkopflöwenäffchen, Bonobo und Okapi führt der Zoo das Zuchtbuch im Rahmen des Europäischen Erhaltungszuchtprogramms.

## Außenstationen
1952 erwarb die Zooleitung ein Naturschutzgebiet in De Zegge in Geel, wo nicht nur Tier-, sondern auch Naturschutz eine wichtige Aufgabe ist. Die Fläche dieses Gebietes beträgt rund 96 Hektar.
1956 erstand man das Gebiet Planckendael in Muizen in der Nähe von Mechelen. Es umfasst eine Größe von 40 Hektar und hat sich zu einem aufstrebenden Tierpark entwickelt.